# Uchacq-et-Parentis
Uchacq-et-Parentis è un comune francese di 607 abitanti situato nel dipartimento delle Landes nella regione della Nuova Aquitania.

## Società

### Evoluzione demografica
Abitanti censiti